# Mathias Metzner
Mathias Metzner (geboren am 27. Juni 1964 in Braunschweig) ist ein deutscher Jurist und seit 2022 Vorsitzender Richter am Hessischen Verwaltungsgerichtshof. Er war von 2021 bis 2023 ständiges richterliches Mitglied am Staatsgerichtshof des Landes Hessen.

## Beruflicher Werdegang
Metzner studierte Rechtswissenschaft an den Universitäten Gießen, Bonn und Mainz.
Er begann seine berufliche Karriere als wissenschaftlicher Mitarbeiter an der Universität Mainz und als Verwaltungsangestellter beim Bundesamt für Wirtschaft. 1995 wechselte Metzner in den Justizdienst des Landes Hessen und war Richter am Amtsgericht Friedberg, Landgericht Gießen und Verwaltungsgericht Gießen. 1998 wurde er zum Richter am Verwaltungsgericht Kassel ernannt und erhielt eine Abordnung an das Verwaltungsgericht Gießen. Von 1999 bis 2003 wurde Metzner als wissenschaftlicher Mitarbeiter an das Bundesverfassungsgericht abgeordnet. Von 2004 bis 2008 war er Referent im Bundesministerium der Justiz. 2008 kehrte er an das Verwaltungsgericht Kassel zurück. Im Jahre 2009 wurde er zum Richter am Hessischen Verwaltungsgerichtshof ernannt. 2016 kam die Beförderung zum Vizepräsidenten des Verwaltungsgerichts Kassel. Er nahm dort auch die Position des Pressesprechers wahr. 2022 wurde er als Vorsitzender Richter an den Hessischen Verwaltungsgerichtshof berufen. Er übernahm dort den Vorsitz des 4. Senat, der für das Bau- und das Raumordnungsrecht zuständig ist.
Metzner wurde 2016 1. Stellvertreter des richterlichen Mitglieds Lothar Fischer am Staatsgerichtshof des Landes Hessen und trat 2021 dessen Nachfolge als ständiges richterliches Mitglied an. Nach Ende seiner Amtszeit am 31. März 2023 stellte er sich nicht mehr zur Wahl.

## Veröffentlichungen (Auswahl)
- mit Gudula Geuther: Grundrechte. In: Bundeszentrale für Politische Bildung (Hrsg.): Informationen zur politischen Bildung. Band 305. Bundeszentrale für politische Bildung, Bonn 2009, DNB 1000941590.
- mit Gudula Geuther: Grundrechte: Besondere Merkmale der Grundrechte. Bundeszentrale für Politische Bildung, 9. August 2017, abgerufen am 7. Juni 2023.
- Grundrechte: Freiheit von Meinung, Kunst und Wissenschaft. Bundeszentrale für Politische Bildung, 15. August 2017, abgerufen am 7. Juni 2023.